# Grete Müller
Grete Müller (* 10. Juni 1920 in Herisau; † 13. November 2004) war eine Schweizer Tänzerin und Choreografin.

## Leben
Grete Müller absolvierte zuerst ein Romanistik Studium und das Dolmetscherdiplom (Universitäten Lausanne und Genf), hierauf an der Bentele-Schule in St. Gallen eine Ausbildung zur Rhythmiklehrerin. Sie belegte unter anderem Kurse bei Kurt Jooss, Rosalia Chladek, Harald Kreutzberg, Hans Züllig, Anna Sokolov, Nora Kiss und im Jahr 1952 bei Mary Wigman in Berlin. Von 1954 bis 1959 machte sie eine Berufsausbildung zur Fachlehrerin für Tänzer, Tanzpädagogen und Choreografen bei Sigurd Leeder in London. Im Jahr 1956 war sie Tänzerin in der Sigurd Leeder Studio Gruppe.
Nach der Rückkehr in die Schweiz gliederte sie, auf Leeders Vorschlag hin, ihrer seit 1949 in Herisau geführten Schule für Amateure, eine Fachabteilung an, die Vorbereitungsschule der Sigurd Leeder School of Dance. Als Leeder aus Chile nach Europa zurückkehrte, verlegte er den Hauptsitz seiner Schule nach Herisau. Grete Müller war ab 1964 Kodirektorin dieser Schule. Bis zu Leeders Tod im Jahr 1981 wirkten sie dort gemeinsam, woraufhin Müller die alleinige Leitung übernahm.
Mit der Unterstützung ihrer Mitarbeiterin Christine von Mentlen bewahrte sie das Erbe des Ausdruckstanzes im Sinne Leeders mittels Unterrichtsmethode sowie durch Vorträge und Workshops im In- und Ausland. So wurde Grete Müller anlässlich der Verleihung des Anerkennungspreises der Ausserhodischen Kulturstiftung laudiert: „Ein intensives Leben lang hat die grosse alte Dame des Tanzes alles gegeben.“

## Auszeichnungen
- 1997 Anerkennungspreis der appenzell-ausserrhodischen Kulturstiftung.